# Mark Farren
Mark Farren, né le 1er mai 1982 à Donegal et mort le 3 février 2016, est un footballeur irlandais. Il évolue principalement au Derry City Football Club avec lequel il remporte deux coupes d'Irlande et cinq coupes de la Ligue d'Irlande. Il est le meilleur buteur du Championnat d'Irlande 2008.

## Biographie
Mark Farren est recruté tout jeune par les Anglais de Tranmere Rovers. Il y complète sa formation avant de passer une année à Huddersfield Town. Non retenu, il retourne en Irlande et s'engage dans le club semi-professionnel le plus proche de sa ville de naissance, le Finn Harps Football Club. Lors de la saison 2000-2001, il ne fait qu'une seule apparition dans l'équipe première. Il quitte alors le club pour signer avec le Monaghan United Football Club qui vient d'accéder à la première division. En deux saisons, il joue sept matchs et marque un but, mais il est vite considéré comme un jeune attaquant d'avenir. En 2003, il est recruté par le Derry City Football Club.
Mark Farren reste neuf saisons au sein du club de Derry. Dès la première année, Farren éclate au plus haut niveau. Avec 18 buts, il termine deuxième meilleur buteur du championnat. Il est élu meilleur joueur du championnat en 2005. Derry termine cette année là deuxième du championnat. En 2008, il est le meilleur buteur du championnat irlandais avec 16 buts.
En septembre 2012, avec son 113e but, il devient le meilleur buteur de l'histoire du Derry City en dépassant Liam Coyle (en).
En août 2012, Farren annonce sa volonté de quitter Derry pour rejoindre le club nord-irlandais de Glenavon. Il intègre l'équipe lors du marché des transferts de l'hiver 2013. Il fait ses débuts en championnat en janvier 2013 et marque son premier but contre Dungannon Swifts. Atteint par un cancer il est obligé de quitter le club et d'arrêter sa carrière de footballeur.
Mark Farren meurt le 3 février 2016 d'un cancer. En hommage le club de Derry décide de retirer le maillot n°18, maillot qu'il a porté pendant les neuf saisons passées au club.

## Palmarès
- Coupe d'Irlande
  - Vainqueur en 2006 et 2012
- Coupe de la Ligue d'Irlande
  - Vainqueur en 2005, 2006, 2007, 2008 et 2011
- First division
  - Vainqueur en 2010

- Meilleur buteur du championnat d'Irlande en 2008
- Meilleur buteur du championnat d'Irlande de deuxième division  en 2010